# Acrocalanus gibber
Acrocalanus gibber är en kräftdjursart som beskrevs av Giesbrecht 1888. Acrocalanus gibber ingår i släktet Acrocalanus och familjen Paracalanidae. Inga underarter finns listade i Catalogue of Life.